# Luigi Mansi

Wappen von Luigi Mansi

Luigi Mansi (* 6. Mai 1952 in Foggia, Italien) ist ein italienischer Geistlicher und römisch-katholischer Bischof von Andria.

## Leben
Luigi Mansi empfing am 25. Juni 1975 das Sakrament der Priesterweihe für das Bistum Cerignola-Ascoli Satriano.
Am 29. Januar 2016 ernannte ihn Papst Franziskus zum Bischof von Andria. Die Bischofsweihe spendete ihm der Generalsekretär der Italienischen Bischofskonferenz, Nunzio Galantino, am 12. März desselben Jahres. Mitkonsekratoren waren der Apostolische Nuntius in Italien, Erzbischof Adriano Bernardini, und sein Amtsvorgänger Raffaele Calabro.